# Hamadryas guatemalena
De Hamadryas guatemalena (Engels: Guatemalan Calico) is een dagvlinder uit de familie Nymphalidae, de vossen, parelmoervlinders en weerschijnvlinders. De spanwijdte van de vlinder bedraagt tussen de 76 en 98 millimeter.
Het verspreidingsgebied loopt van het zuidelijk deel van Noord-Amerika tot Centraal Zuid-Amerika. In het tropische deel van het gebied vliegt de vlinder het gehele jaar en in het noordelijke deel in augustus.
Waardplanten van de rupsen komen uit de wolfsmelkfamilie. De vlinders leven van sappen uit rottend fruit en dierlijke uitwerpselen.